# Surmala-Turm
Der Surmala-Turm befindet sich in Usbekistan nahe der Stadt Termiz und stellt die Überreste einer buddhistischen Stupa aus der Blütezeit der Kuschan im 2. und frühen 3. Jahrhundert nach Christus dar.

## Beschreibung
Die Stupa stand ursprünglich auf einem 1,5 Meter hohen Sockel, der von Steinplatten bedeckt und circa 22 m × 11 m groß war. Darauf befand sich der Turm selbst, der einen Durchmesser von knapp 15 m hatte und aus gebrannten Ziegeln gemauert war. Schätzungen zufolge wurden für das Bauwerk, das insgesamt 16 Meter in die Höhe ragt, 1,2 Millionen solcher Ziegel genutzt. Es wird davon ausgegangen, dass der Surmala-Turm vormals reich mit Ornamenten verziert war. Außerdem gab es im oberen Teil der Stupa eine kleine Reliquienkammer, abgeschlossen wurde der Turm von einem kuppelförmigen Dach.
Heute ist von der einstigen Pracht des Surmala-Turms nur noch wenig übrig. Erkennbar ist nur noch eine relativ unförmige Ziegelstruktur, die aber früh das Interesse von Archäologen weckte. Zudem zählt der Surmala-Turm heute zu den ältesten erhaltenen Bauwerken in Usbekistan.

## Historische Bedeutung
Der Surmala-Turm ist von hohem historischem Wert. Bereits 1927 erkannte A. Strelkov in der Ruine die Überreste einer buddhistischen Kultstätte, sodass der Surmala-Turm das erste wiederentdeckte buddhistische Monument in Zentralasien war. Heute wird davon ausgegangen, dass sich rund um die Stupa in der Antike weitere Gebäude befanden und ein bedeutendes buddhistisches Zentrum bildeten. Die Ausmaße der Stupa im Vergleich zu anderen buddhistischen Anlagen wie beispielsweise Fayaz-Tepa sind bemerkenswert und deuten auf die hohe Bedeutung des Ortes für den Buddhismus in Zentralasien hin.
Mit dem Niedergang Kuschans und der Eroberung der Region durch die Sassaniden verloren die religiösen Zentren des Buddhismus an Bedeutung und verfielen. Vermutlich waren die umliegenden Gebäude bereits im Mittelalter gänzlich verschwunden und der Surmala-Turm von Feldern umgeben.